# Qingyun (köping i Kina, Shandong, lat 37,80, long 117,39)
Qingyun (kinesiska: 庆云镇, 庆云) är en köping i Kina. Den ligger i provinsen Shandong, i den östra delen av landet, omkring 130 kilometer norr om provinshuvudstaden Jinan. Antalet invånare är 36 135. Befolkningen består av 17 583 kvinnor och 18 552 män. Barn under 15 år utgör 17,0 %, vuxna 15-64 år 73 %, och äldre över 65 år 8,0 %.
Genomsnittlig årsnederbörd är 750 millimeter. Den regnigaste månaden är juli, med i genomsnitt 282 mm nederbörd, och den torraste är mars, med 3 mm nederbörd.